# خرس برگمن
خرس برگمن (نام علمی: Ursus arctos piscator) نام یک زیرگونه از گونه خرس قهوه‌ای است.